# Открытый чемпионат Италии по теннису 2011
Открытый чемпионат Италии по теннису 2011 года — 68-й розыгрыш ежегодного профессионального теннисного турнира среди мужчин и женщин, проводящегося в итальянском городе Рим и являющегося частью тура ATP в рамках серии Masters 1000 и тура WTA в рамках серии Premier 5.
В 2011 году турнир прошёл с 9 по 15 мая. Соревнование продолжало околоевропейскую серию грунтовых турниров, подготовительную к майскому Roland Garros.
Прошлогодние победители:
- в мужском одиночном разряде —  Рафаэль Надаль
- в женском одиночном разряде —  Мария Хосе Мартинес Санчес
- в мужском парном разряде —  Боб Брайан /  Майк Брайан
- в женском парном разряде —  Хисела Дулко /  Флавия Пеннетта

## Общая информация
Из-за изменений в календаре протура впервые за долгое время мужской и женский турниры прошли параллельно, а не друг за другом, как ранее.

## Соревнования

### Мужчины. Одиночный турнир
Новак Джокович обыграл  Рафаэля Надаля со счётом 6-4, 6-4.
- Джокович выигрывает 7-й титул в сезоне и 25-й за карьеру в основном туре ассоциации.
- Надаль уступает 4-й финал в сезоне и 17-й за карьеру в основном туре ассоциации.

### Женщины. Одиночный турнир
Мария Шарапова обыграла  Саманту Стосур со счётом 6-2, 6-4
- Шарапова выигрывает 1-й титул в сезоне и 23-й за карьеру в туре ассоциации.
- Стосур уступает 1-й финал в сезоне и 8-й за карьеру в туре ассоциации.

### Мужчины. Парный турнир
Джон Изнер /  Сэм Куэрри обыграли  Марди Фиша /  Энди Роддика без борьбы, из-за неявки соперников на игру.
- Изнер выигрывает 1-й титул в сезоне и 3-й за карьеру в основном туре ассоциации.
- Куэрри выигрывает 1-й титул в сезоне и 3-й за карьеру в основном туре ассоциации.

### Женщины. Парный турнир
Пэн Шуай /  Чжэн Цзе обыграли  Ваню Кинг /  Ярославу Шведову со счётом 6-2, 6-3.
- Пэн выигрывает 1-й титул в сезоне и 7-й за карьеру в туре ассоциации.
- Чжэн выигрывает 1-й титул в сезоне и 14-й за карьеру в туре ассоциации.